# Zerknullt
El Gen Zerknullt es un gen implicado en el desarrollo dorso-ventral de Drosophila melanogaster.
Como gran parte de los genes que intervienen en esta etapa del desarrollo, forma parte de los genes de la línea germinal materna.
Su expresión, junto a la expresión de otros genes como dpp, es necesaria para la formación de estructuras dorsales en D. melanogaster. Esta expresión puede ser inhibida por niveles altos de la proteína dorsal (producto del Gen Dorsal).
Desarrollo de Drosophila melanogaster
- Datos: Q6171311